# Pterartoriola subcrucifera
Pterartoriola subcrucifera là một loài nhện trong họ Lycosidae.
Loài này thuộc chi Pterartoriola. Pterartoriola subcrucifera được William Frederick Purcell miêu tả năm 1903.